# NGC 938
NGC 938 este o galaxie eliptică situată în constelația Berbecul. A fost descoperită în 30 decembrie 1863 de către Heinrich Louis d'Arrest. Se află la o distanță de 54,94 de megaparseci de Pământ.